# Авдеев, Анатолий Константинович
Анато́лий Константи́нович Авде́ев (1 ноября 1925 — 18 июня 1996) — участник Великой Отечественной войны (красноармеец, наводчик орудия 873-го армейского истребительного противотанкового артиллерийского полка 33-й армии 2-го Белорусского фронта), Герой Советского Союза (1945), подполковник (1975).

## Биография
Родился в семье крестьянина. Окончив семилетнюю школу, работал в колхозе. В Красной Армии с апреля 1943 года.

### Участие в Великой Отечественной войне и подвиг
С 1943 года участник Великой Отечественной войны. Наводчик орудийного расчёта.
5 июля 1944 года орудийному расчёту Авдеева было приказано не допустить прорыв немецких войск из окружения в районе посёлка Волма (Белоруссия). Заняв позицию, бойцы в упор расстреливали противника. Бой продолжался 13 часов. Орудийный расчёт отбил 7 атак. Кончились почти все снаряды, и погибло 5 человек орудийного расчёта. Враг снова пошёл в атаку. Прямым попаданием снаряда орудие Авдеева вышло из строя, и погиб последний солдат из расчёта. Оставшись один, Авдеев не ушёл с поля боя, а с автоматом и гранатами продолжал вести бой. Израсходовав все патроны и гранаты, Анатолий схватил топор, лежащий рядом, и убил ещё четырёх фашистов. Немцы в этом бою потеряли около 180 солдат и офицеров, 2 самоходных орудия, пулемёт и 4 автомашины.
Указом Президиума Верховного Совета СССР от 24 марта 1945 года, Авдееву Анатолию Константиновичу было присвоено звание Героя Советского Союза.

### После войны
После войны окончил 10 классов.
В 1953 году окончил курсы младших техников-лейтенантов службы артвооружения (Новочеркасск).
Член КПСС с 1954 года.
В 1956 году окончил экстерном Тамбовское артиллерийское техническое училище.
Служил на острове Кунашир, на Сахалине, в городе Шуя, в ГДР.
С января 1970 года майор Авдеев уволен в запас по болезни. В 1975 году, в честь 30-летия Победы, присвоено звание подполковника.
Жил и работал в городе Калинин (ныне Тверь).
Жена — Тамара Григорьевна (р.1932), два сына — Александр (р.1954) и Сергей (р.1958).
Умер 18 июня 1996 года. Похоронен в Твери на Дмитрово-Черкасском кладбище.
Именем А. К. Авдеева названа одна из улиц в Ошмянах.

## Награды
- Медаль «Золотая Звезда» Героя Советского Союза (№ 7020)
- Орден Ленина
- Два ордена Отечественной войны I степени
- Орден Красной Звезды
- Медаль «За боевые заслуги» и ещё 15 медалей